# Битка код Лигница
Битка код Лигница одиграла се 15. августа 1760. године између пруске војске Фридриха Великог и аустријске војске Ернста Лаудона. Битка је део Седмогодишњег рата, а завршена је победом Пруса.

## Увод
До битке је дошло у оквиру широке концепције маневара којим је аустријски фелдмаршал Даун са око 90.000 људи настојао да окружи и уништи Фридрихове снаге (30-35.000 људи) које су се налазиле југозападно од Лигница. Ради тога је Даун ноћу 14/15. августа кренуо са главнином преко Кацбаха да би се поставио југозападно од Лигница фронтом према Русима, а Франца Ласија упутио је из Голдберга према североистоку да би из позадине напао десно крило пруских снага, док је Лаудон са 20.000 пешака и 4000 коњаника требало да пређе Коцбах јужно од Бинауа ради напада на лево крило борбеног распореда пруске војске. Да би избегао такав концентрични напад, Фридрих је исте ноћи кренуо на североисток преко потока Шварцвацер ка Пархвицу, али је дошло до судара предњих делова североисточно од Хумела.

## Битка
Аустријанци нису успели да очувају предност добијену изненађењем. Пруска пешадија је успела да се развије за борбу. Фридрих је упутио део снага да спрече прелаз аустријске главнине под Дауном преко Кацбаха и Шварцвасера, а са главнином је лично кренуо против Аустријанаца под Лаудоном, одбио напад његовор корпуса и потиснуо га преко Кацбаха. Пошто је сазнао да су Пруси напустили логор и одбацили корпус Лаудона преко Кацбаха, Даун је оклевао да са достигнуте линије пређе у одсудни напад на Фридриха и тиме онемогућио остваривање свог плана уништења пруских снага.